# Фортеця Плассенбург
Плассенбург (нім. Plassenburg) — фортеця у місті Кульмбах (Баварія). Одна з найвражаючіших фортець у Німеччині. Символ міста.

## Історичний огляд
Уперше про фортецю згадується у 1135 році. У Плассенбурзі знаходилась резиденція Плассенбергів. Представники цього роду були міністеріалами графів Андехсів. З 1340 до 1604 року Плассенбург був осідком Гогенцоллернів, які управляли звідси своїми володіннями у Франконії.
У 1554 році фортеця була зруйнована в ході Другої маркграфської війни (1552–1554) з маркграфом Бранденбурга-Кульмбаха Альбертом Алківіадом, який перед цим вчинив спустошливий набіг на міста Франконії.
Згодом Плассенбург, що був перебудований за проєктом архітектора Каспара Фішера, перетворився на вражаючу фортецю і великий палац.
У 1792 році маркграф Олександр продав Плассенбург своєму двоюрідному брату, королю Пруссії. Баварсько-французька армія під командуванням Жерома Бонапарта, брата Наполеона, у 1806 році взяла в облогу фортецю. У 1810 році Кульмбах став баварським. Замок використовували як в'язницю і військовий шпиталь.
Під час Другої світової війни Організація Тодта у Плассенбурзі заснувала тренувальний табір і базу відпочинку.
У теперішній час тут знаходиться музей і місце для проведення культурних заходів. У музеї зібрана значна колекція портретів та предметів прусської військової історії.